# Валеска фон Бетузи-Гук
Валеска фон Бетузи-Гук (урожденная фон Рейсвиц) (нем. Valeska Gräfin Bethusy-Huc; 15 июня 1849, поместье Кильбашин близ Розенберга, Верхняя Силезия (ныне Олесно, Опольское воеводство Польша) — 27 мая 1926, Лугано, Швейцария) — немецкая писательница, графиня . Писала под псевдонимом Мориц фон Райхенбах

## Биография
Дочь барона фон Рейсвиц-Кадерчина и графини Берты фон Райхенбах. Образование получила в Берлине.
В 1869 году вышла замуж за графа Ойгена фон Бетузи-Гука.
Вскоре после рождения ребёнка, в 1876 г. дебютировала, как прозаик сначала с короткими рассказами и сказками, которые публиковались в прессе, а с 1881 года — романом "Die Eichhofs", изданного в Берлине . С тех пор опубликовала множество других рассказов, повестей, сказок и романов, которые пользовались большой популярностью, особенно среди читательниц. Автор развлекательных и любовных романов.
В начале XX века находилась в зените своего творчества и популярности. Её имя вошло в историю немецкой литературы.
Здоровой наблюдательностью отличаются её романы и повести: «Die Eichhofs» (1881), «Die Schlossfrau zu Dromnitz», «Der Sohn des Flüchtlings», «Zwei Novellen», «Durch», «Auf Umwegen», «Coeurdamen», «Die Lazinskys», «Seine Frau», «Das Paradie des Teufels», «Eva in allerlei Gestalten», «Der älteste Sohn», «Die Prinzessin», «Verwaiste Herzen», «Die Kinder Klingströms», «Der König von Polnischecken», «Unter der Maske», «Amor in Perücke», «Frauen», «Ein reiches Mädchen», «Glückskinder», «Der schöne Erwin», «Glück im Wald», «Maud», «Wanderndes Volk», «Nach stillen Inseln», «Die Ballnacht von Rodity» (1904).